# Pidlisne (rejon mohylowski)
Pidlisne (ukr. Підлісне) – wieś na Ukrainie, w obwodzie winnickim, w rejonie mohylowskim.

## Źródła
- Rada Najwyższa Ukrainy